# Recidiva (medicina)
Per recidiva in medicina si intende il ripresentarsi, a distanza di tempo più o meno lungo, del processo patologico precedentemente debellato, a causa del persistere di condizioni predisponenti o facilitanti il riproporsi del fattore patogeno.
La recidiva è generalmente caratterizzata da una sintomatologia dello stesso ordine delle precedenti manifestazioni, ma in altri casi può dare un quadro clinico più complesso e di maggior gravità, in relazione alla possibilità che l'agente patogeno si ripresenti o possa virulentarsi in una situazione di diminuita resistenza dell'organismo (immunodepressione).
La recidiva è un evento non raro nelle malattie infettive, ma questo termine viene usato soprattutto in oncologia quando, dopo che è avvenuta l'asportazione di un tumore, esso si riforma nella stessa zona del corpo precedentemente trattata. Questo può essere dovuto alla presenza di micro-metastasi, che erano rimaste in zona dopo l'operazione, e che non si è riusciti a eliminare con l'eventuale chemioterapia o radioterapia adiuvante (successiva all'intervento).